# 泸江县
泸江县（越南语：／）是越南永福省下辖的一个县。

## 地理
泸江县东接立石县；北接宣光省山阳县；西和南接富寿省扶宁县和越池市。

## 历史
2008年12月23日，立石县以白榴社、海榴社、敦仁社、光安社、朗功社、仁道社、芳宽社、同桂社、乐山社、如瑞社、安石社、新立社、四安社、同盛社、德博社、高丰社和三山市镇1市镇16社析置泸江县。
2024年11月14日，越南国会常务委员会通过决议，自2025年1月1日起，乐山社和如瑞社并入三山市镇，白榴社并入海榴社。

## 行政区划
泸江县下辖1市镇13社，县莅三山市镇。
- 三山市镇（Thị trấn Tam Sơn）
- 高丰社（Xã Cao Phong）
- 敦仁社（Xã Đôn Nhân）
- 同桂社（Xã Đồng Quế）
- 同盛社（Xã Đồng Thịnh）
- 德博社（Xã Đức Bác）
- 海榴社（Xã Hải Lựu）
- 朗功社（Xã Lãng Công）
- 仁道社（Xã Nhân Đạo）
- 芳宽社（Xã Phương Khoan）
- 光安社（Xã Quang Yên）
- 新立社（Xã Tân Lập）
- 四安社（Xã Tứ Yên）
- 安石社（Xã Yên Thạch）